# Škoda Scala
Škoda Scala este o mașină de familie mică sau un hatchback compact comercializat de producătorul ceh de automobile Škoda Auto. Mașina este destinată să se potrivească între Fabia și Octavia și să fie un concurent cu mașinile din segmentul C.